# Górnośląska Nagroda Literacka „Juliusz”
Górnośląska Nagroda Literacka „Juliusz” – ogólnopolska nagroda literacka ustanowiona przez Prezydenta Miasta Rybnika. W latach 2016–2018 była przyznawana dla najlepszej polskiej książki, a od 2019 roku przyznaje się ją za najlepszą biografię napisaną w języku polskim. Laureat otrzymuje statuetkę oraz nagrodę pieniężną w wysokości 60 tysięcy złotych (od 2025 roku, w poprzednich latach było to 50 tysięcy złotych).
Patronem nagrody jest Juliusz Roger.
W 2025 roku po raz pierwszy ogłoszono długą listę nominacji.

## Kapituła
- 2016–2018 Anna Kałuża, Joanna Bednarek, Zbigniew Kadłubek, Jakub Momro, Kacper Bartczak, Arkadiusz Żychliński, Michał Warchała, Alina Świeściak
- 2019-2020: Aleksandra Klich, Agata Passent, Małgorzata Szejnert, Zbigniew Kadłubek, Aleksander Kaczorowski, Michał Nogaś
- 2021: Aleksandra Klich, Agata Passent, Tadeusz Sławek, Zbigniew Kadłubek, Aleksander Kaczorowski, Agnieszka Dauksza
- 2022: Aleksandra Klich, Agata Passent, Tadeusz Sławek, Zbigniew Kadłubek, Agnieszka Dauksza, Marta Grzywacz
- 2023: Agata Passent, Tadeusz Sławek, Zbigniew Kadłubek, Ewa Niewiadomska, Anna Cieplak, Jan Baron (sekretarz)
- 2024-2025: Bernadetta Darska, Katarzyna Janowska, Tadeusz Sławek, Zbigniew Kadłubek, Ewa Niewiadomska, Aleksandra Klich-Siewiorek (sekretarzyni)[4]

## Laureaci i nominowani

### I edycja, 2016
laureatka:
- Małgorzata Czyńska

nominowani:
- Małgorzata Czyńska, Kobro. Skok w przestrzeń, Wydawnictwo Czarne
- Darek Foks, Historia kina polskiego, Biuro Literackie
- Tomasz Wiśniewski, O pochodzeniu łajdaków, Wydawnictwo Lokator

### II edycja, 2017
laureatka:
- Monika Muskała

nominowani:
- Konrad Góra, Nie, Biuro Literackie
- Adam Kaczanowski, Co jest nie tak z tymi ludźmi, Wojewódzka Biblioteka Publiczna i Centrum Animacji Kultury w Poznaniu
- Alojzy Lysko, Jak Niobe. Opowieść Górnośląska, Miejski Dom Kultury "Południe" w Katowicach
- Agata Łuksza, Glamour, kobiecość, widowisko. Aktorka jako obiekt pożądania, Wydawnictwa Uniwersytetu Warszawskiego
- Monika Muskała, Między Placem Bohaterów a Rechnitz, Wydawnictwo Ha!art

### III edycja, 2018
laureat:
- Robert Rybicki

nominowani:
- Grzegorz Bogdał, Floryda, Wydawnictwo Czarne
- Renata Lis, Lesbos, Wydawnictwo Sic!
- Dorota Masłowska, Jak przejąć kontrolę nad światem, nie wychodząc z domu, Wydawnictwo Literackie
- Robert Rybicki, Dar meneli, Biuro Literackie
- Ewa Winnicka, Był sobie chłopczyk, Wydawnictwo Czarne

### IV edycja, 2019
laureat:
- Aleksander Kaczorowski

nominowani:
- Katarzyna Surmiak-Domańska, Kieślowski. Zbliżenie, Wydawnictwo Agora
- Krzysztof Tur, Kronika życia Michała Bułgakowa, Fundacja Sąsiedzi
- Marek Górlikowski, Noblista z Nowolipek. Józefa Rotblatta wojna o pokój, Wydawnictwo Znak
- Aleksander Kaczorowski, Ota Pavel. Pod powierzchnią, Wydawnictwo Czarne
- Emil Marat, Sen Kolumba, Wydawnictwo W.A.B.

### V edycja, 2020
laureatka:
- Agnieszka Dauksza

nominowani:
- Natalia Budzyńska, Dzieci nie płakały. Historia mojego wuja Alfreda Trzebinskiego, lekarza SS, Wydawnictwo Czarne
- Agnieszka Dauksza, Jaremianka. Biografia, Wydawnictwo Znak
- Mirosław Wlekły, Gareth Jones. Człowiek, który wiedział za dużo, Wydawnictwo Znak
- Magdalena Grochowska, W czasach szaleństwa. Hertz, Fiłosofow, Stempowski, Moltke, Wydawnictwo Agora
- Wojciech Orliński, Człowiek, który wynalazł internet. Biografia Paula Barana, Wydawnictwo Agora

### VI edycja, 2021
laureatka:
- Marta Grzywacz

nominowani:
- Sylwia Chwedorczuk, Kowalska. Ta od Dąbrowskiej, Wydawnictwo Marginesy
- Dorota Karaś, Andrzej Sterlingow, Walentynowicz. Anna Szuka raju, Wydawnictwo Znak
- Justyna Sobolewska, Miron, Ilia, Kornel. Opowieść biograficzna o Kornelu Filipowiczu, Wydawnictwo Iskry
- Marta Grzywacz, Nasza Pani z Ravensbrück, Wydawnictwo W.A.B.
- Anna Malinowska, Komendant. Życie Salomona Morela, Wydawnictwo Agora

### VII edycja, 2022
laureat:
- Artur Domosławski

nominowani:
- Anna Arno, Tam, za kasztanami, jest świat. Paul Celan. Biografia, Wydawnictwo Literackie
- Artur Domosławski, Wygnaniec. 21 scen z życia Zygmunta Baumana, Wydawnictwo Wielka Litera
- Magdalena Grochowska, Różewicz. Rekonstrukcja, Wydawnictwo Dowody na Istnienie
- Danuta Gwizdalanka, Uwodziciel. Rzecz o Karolu Szymanowskim, Polskie Wydawnictwo Muzyczne
- Grzegorz Piątek, Niezniszczalny. Bohdan Pniewski. Architekt salonu i władzy, Wydawnictwo Filtry

### VIII edycja, 2023
laureat:
- Wojciech Orliński

nominowani:
- Karolina Dzimira-Zarzycka, Samotnica. Dwa życia Marii Dulębianki, Wydawnictwo Marginesy
- Wojciech Orliński, Kopernik. Rewolucje, Wydawnictwo Agora
- Krzysztof Siwczyk, Sygnał w zenicie, Wydawnictwo Austeria
- Rusłan Szoszyn, Lodołamaczka. Swiatłana Cichanouska, Wydawnictwo Literackie

- Krzysztof Umiński, Trzy tłumaczki, Wydawnictwo Marginesy

### IX edycja, 2024
laureat:
- Rafał Księżyk

nominowani:
- Beata Dżon-Ozimek, Michał Olszewski, Ptaki krzyczą nieustannie. Historia Günthera Niethammera, esesmana i ornitologa z Auschwitz, Wydawnictwo Czarne
- Aleksander Kaczorowski, Babel. Człowiek bez losu, Wydawnictwo Czarne
- Dorota Karaś, Marek Sterlingow, Urban. Biografia, Wydawnictwo Znak
- Anna Kaszuba-Dębska, Przybyszewska/Pająkówna. Głuchy krzyk, Wydawnictwo Marginesy
- Rafał Księżyk, Śnialnia. Śląski underground, Wydawnictwo Literackie

### X edycja, 2025
finaliści:
- Beata Guczalska, Konrad Swinarski. Biografia ukryta, Wydawnictwo Literackie
- Weronika Kostyrko, Róża Luksemburg. Domem moim jest cały świat, Wydawnictwo Marginesy
- Emil Marat, Bratny. Hamlet rozstrzelany, Wydawnictwo Czarne
- Justyna Sobolewska, Jadwiga. Opowieść o Stańczakowej, Wydawnictwo Znak
- Monika Śliwińska, Książę. Biografia Tadeusza Boya Żeleńskiego, Wydawnictwo Literackie

pozostali nominowani:
- Patrycja Dołowy, Pęknięte lustro. Próba portretu Adama Czerniakowskiego, Wydawnictwo Filtry
- Karolina Felberg, Osiecka. Rodzi się ptak, Wydawnictwo Znak
- Magdalena Grzebałkowska, Dezorientacje. Biografia Marii Konopnickiej, Wydawnictwo Znak
- Maciej Jakubowiak, Hanka. Opowieść o awansie, Wydawnictwo Czarne
- Ewa Mańkowska, Hanna i Dorota, Wydawnictwo EMG
- Tomasz Pospieszny, Maria Goeppert-Mayer. Tańcząca z atomami, Wydawnictwo Sophia
- Michał Sutowski, Aleksander Kwaśniewski. Biografia polityczna. Tom 1 (1954–1995), Krytyka Polityczna
- Tomasz Terlikowski, To ja, Judasz. Portret Apostoła, Wydawnictwo Literackie
- Mirella Waleczek, Siedem kobiet: śląskie opowieści, Biblioteka Śląska
- Jerzy Żurek, Alicja. Bożena. Ja. Siostry Wahl i bohema PRL-u, Wydawnictwo Lira